# Horní Popovská lípa
Horní Popovská lípa je památný strom v dnes zaniklé vsi Popov u Jáchymova. Více než čtyřistaletá lípa malolistá (Tilia cordata) stojící u včelína v nadmořské výšce 730 m má měřený obvod kmene 907 cm a dosahuje výšky 28 m (měření 2004). Po zániku obce se zřejmě o lípu nikdo nestaral, pročež obrostla mohutnými větvemi. Jejich tíže a dutá vyhnívající skořepina kmene způsobila vylomení a pád nejmohutnější větve.

## Základní údaje

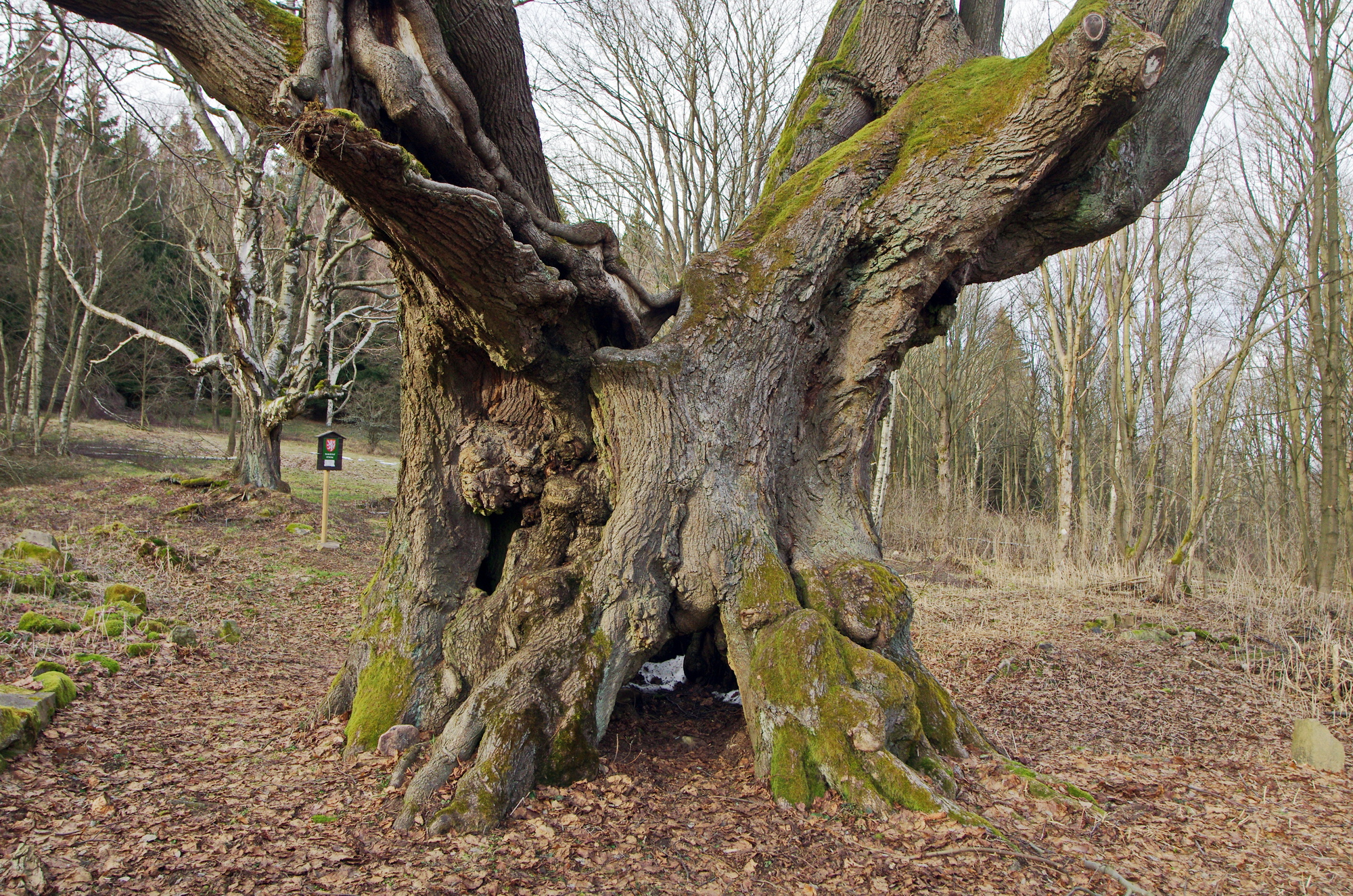
detail kmene - březen 2015

- název: Horní Popovská lípa
- výška: 27 m (1980)[1][2], 20,5 m (1994)[2], 28 m (1998)[2][3], 28 m (1999), 22 m (2004)[4]
- obvod: 881 cm (1980)[1][2][5], 910 cm (1994)[2], 898 cm (1998)[2][3][5], 905 cm (1999), 907 cm (2004)[4]
- věk: přes 400 let[3]
- zdravotní stav: 3 (1980)[2], 4 (1998)[2]
- sanace: 2002[3]

## Stav stromu a údržba
Strom má zajímavý růst, výrazné kořenové náběhy a část koruny vylomenou. K tomu došlo bujným růstem sekundární koruny, kterou skořepina dutého kmene nedokázala udržet. V roce 1998 došlo na odborný odběr roubů, roku 2002 bylo arboristickou firmou z Plzně provedeno konzervační ošetření lípy financované z prostředků Programu péče o krajinu ministerstva životního prostředí. Došlo na odlehčovací řez, vazbu větví v koruně a ošetření centrální dutiny.

## Historie a pověsti
Strom původně rostl mezi chalupami v zaniklé vsi Popov, která patří k obcím vysídleným po druhé světové válce. Protože od té doby zůstala opuštěná, nedochovaly se žádné příběhy ani pověsti, které by se k památným stromům vztahovaly.

## Další zajímavosti
Horní Popovské lípě byl věnován prostor v televizním pořadu Paměť stromů, konkrétně v dílu č. 15: Stromy s NEJ. Také ji ve svém díle zachytil akademický malíř Jaroslav Turek.

## Památné a významné stromy v okolí
- Dolní Popovská lípa
- Popovský jasan
- Popovská bříza